# Þ
Thorn nebo þorn (Þ, þ) je písmeno staroanglické a islandské abecedy. Používalo se také ve středověké Skandinávii, kde bylo ale později nahrazeno spřežkou th. Znak pochází z runy ᚦ prostého germánského futharku, která se ve staré angličtině nazývala thorn a ve skandinávských runových básních thorn nebo thurs („obr“). Rekonstruované jméno runy v germánském prajazyce je *Thurisaz.
Písmeno reprezentuje buď neznělou dentální frikativu, jaká je např. v anglickém slově „thick“, nebo znělou dentální frikativu, jaká je např. v anglickém slově „the“. V moderní islandštině se používá pouze pro neznělou variantu, znělou reprezentuje písmeno eth (Ð, ð).
Thorn je jedno z mála písmen z abeced odvozených z latinky, kde je moderní minuskule v normálním řezu větší než majuskule.
V Unicode jsou definovány varianty písmena thorn s přeškrtnutím nahoře (Ꝥ, ꝥ) a thorn s přeškrtnutím dole (Ꝧ, ꝧ).